# 武川衆
武川衆（むかわしゅう）は、甲斐国の辺境武士団。武河衆、六河衆、六川衆ともよばれた。
甲斐源氏の武田氏支流である甲斐一条氏に連なる一族で、戦国期には武田家臣化し国境防衛などを行った。「武川」は武川筋を意味する地理的呼称で、甲斐北西部（現・山梨県北杜市域、旧・北巨摩郡域）の釜無川以西、小武川以北地域にあたる。

## 概要

### 武川衆の起源
中世甲斐国では特定地域に土着する「〜衆」と呼ばれる辺境武士団が存在し戦国期には武田家臣化しているが、武川衆は津金衆や九一色衆とともにその代表的存在である。鎌倉時代に一条時信（源八）の子孫から分出する。
甲斐一条氏は、甲斐源氏の棟梁・武田信義の嫡男である一条忠頼に始まる。甲斐一条氏は鎌倉幕府を開創した源頼朝の粛正を受けて一時は没落したものの、『尊卑分脈』によれば一条忠頼は甲斐守護であったという。また、巨摩郡に存在する甘利荘の地頭を務め、武田八幡宮（韮崎市神山町北宮地）へ一条信長が大般若経を奉納しているなど、武川筋との関係が強い。
室町時代には応永24年（1417年）の上杉禅秀の乱に甲斐守護・武田信満が加担して滅亡すると、甲斐は守護不在状態となる。こうした状況の中、甲斐国内では永享5年（1433年）に「輪宝一揆」と結んだ甲斐守護代・跡部氏と「日一揆」と結んだ武田信長の間で荒川合戦が発生する。甲斐一条氏の創建した一蓮寺の『一蓮寺過去帳』によれば、信長方の「日一揆」には柳沢氏ら武川衆の氏族が荷担していることが確認される。
『一蓮寺過去帳』では、そのほかにも天正10年（1582年）の武田氏滅亡まで山高氏・白州氏・馬場氏ら武川衆の氏族の記載が見られる。

### 戦国時代の武川衆

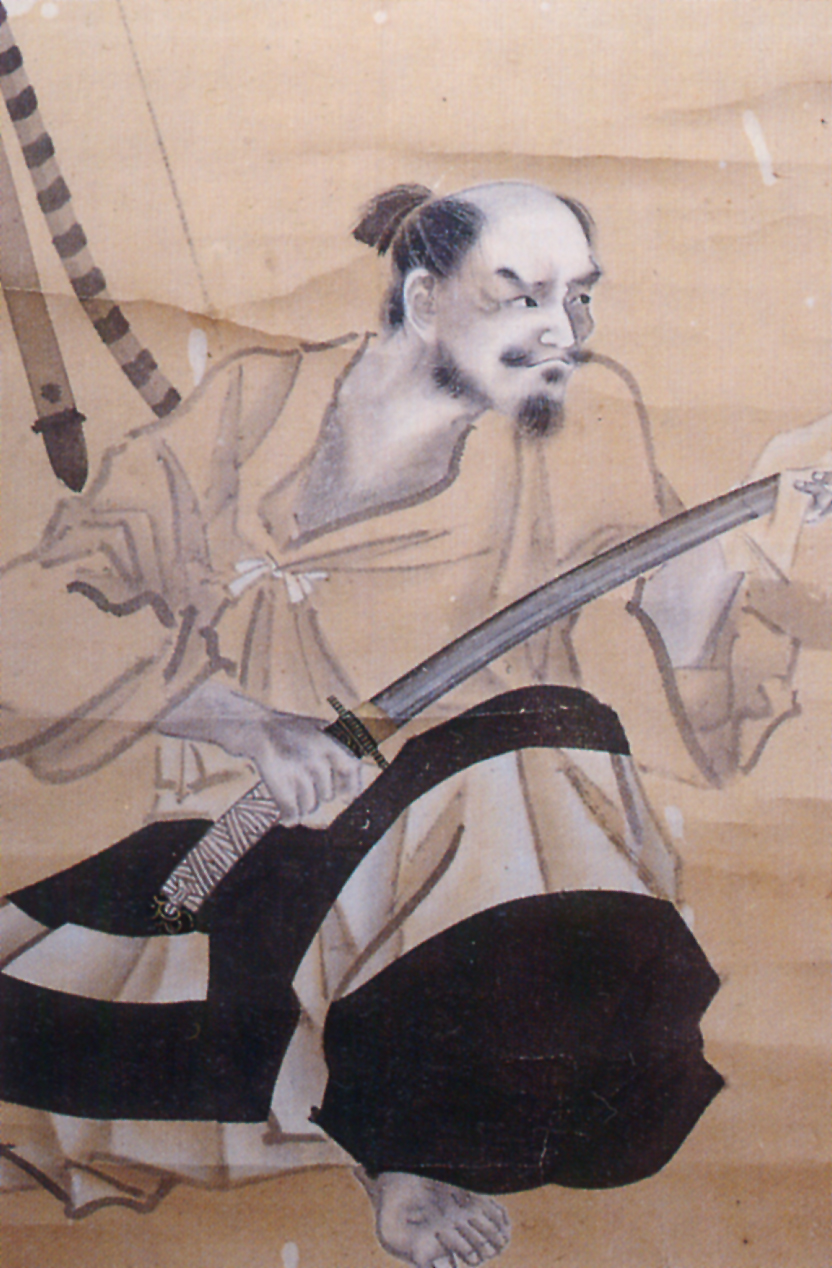
馬場信春

戦国時代には武田家臣団に加わり、甲斐守護・武田信虎後期から晴信（信玄）期にかけて信濃侵攻が本格化したため、武川衆は甲信国境の防衛を担当している。武川衆の一族である教来石氏を出自とする教来石信房（馬場信春）は武田信玄の命により馬場氏を継ぎ、譜代家老となった。
永禄10年（1567年）の生島足島神社（長野県上田市）には寄親と考えられている武田御一門衆の信豊に提出した起請文が残され、これには一族の名が見られ、はじめて「武川衆」の呼称が使用されている。信玄期から勝頼期の動向も不明で、『甲斐国志』では直参衆であったとしている。
永禄10年8月7日の「下之郷起請文」には、武田信豊の同心と見られる青木信秀・宮脇種友・横手満俊ら名が確認される。横手満俊は青木信立の子で、永禄10年（1567年）3月15日に横手氏を継承し、元亀元年（1570年）の駿河国花沢城（静岡県焼津市高崎）攻めにおいて戦死している。
天正3年（1575年）5月21日の長篠の戦いでは、『甲陽軍鑑』によれば武田方左翼の「あまり衆（甘利衆）に、武川衆のうち米倉氏が付属している。長篠合戦に従軍した武川衆のうち青木主計頭・米倉丹後守・米倉彦次郎らが戦死している。

### 武田氏の滅亡と武川衆
天正10年（1582年）3月に武田氏は滅亡し、同年6月の本能寺の変により発生した「天正壬午の乱」を経て、甲斐は三河国の徳川家康が領する。武川衆は武田遺臣を庇護する家康に仕えた。『寛永諸家系図伝』所収文書によれば、天正10年7月15日には折井市左衛門尉・米倉主計助（米倉忠継の子米倉信継?）の両名が家康から感状を受けている。『寛永伝』によれば、これは両名が「天正壬午の乱」において武川衆を家康方に味方させるべく奔走した功績であるという。引き続き国境防衛を務め、天正壬午の乱においても活躍したという。
天正10年10月29日には徳川・北条同盟が成立し、徳川・北条間では和睦の条件として、徳川氏は真田昌幸が領する上野・沼田両郡を後北条氏に引き渡すことが定められた。徳川家康は昌幸に対して両郡の引き渡しを求めるが昌幸はこれを拒否し、昌幸は越後国の上杉景勝に帰属し、天正13年（1585年）閏8月2日には上田城において徳川氏と真田氏の間で第一次上田合戦が行われる。『寛永伝』によれば、武川衆では米倉忠継が徳川方に従い戦っている。
織田信長没後の織田政権において宿老・羽柴秀吉（豊臣秀吉）と織田信雄・徳川家康は敵対しており、その最中に同年11月13日に三河では徳川家臣・石川数正が出奔する事件が発生する。数正の出奔により甲斐・信濃の国衆の間では動揺が起こり、武川衆も家康に対して人質を提出している。天正14年（1586年）正月3日に米倉忠継は武川衆を代表して駿府に人質を差し出したという。天正18年（1590年）の小田原合戦後の徳川家康の関東移封にも随行している

### 江戸時代の動向

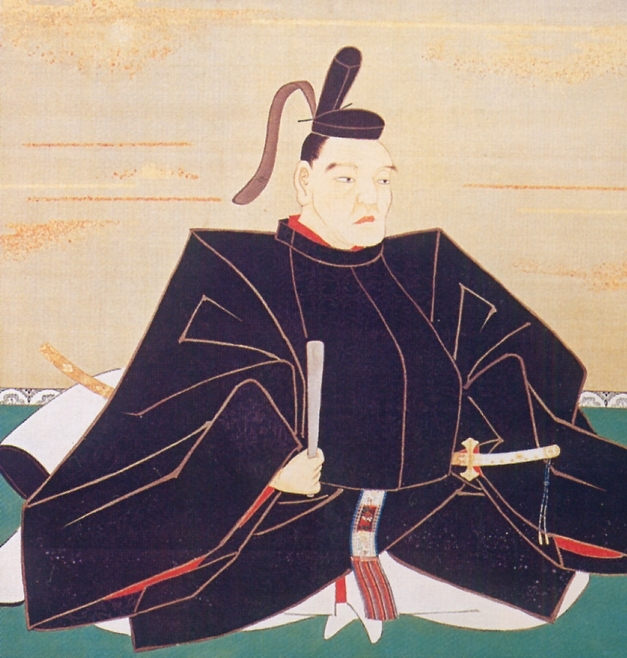
柳沢吉保

江戸時代には武川衆の大部分は甲府勤番などの徳川家旗本となった。将軍・徳川綱吉のいわゆる「側用人」として知られる柳沢吉保（1658年 - 1714年）は武川衆である柳沢氏の子孫で、父は徳川綱吉の家臣・柳沢安忠。吉保は安忠正室・青木氏のもとで養育された。吉保は綱吉の家臣となると、宝永元年（1704年）には甲斐国一国を拝領し甲府藩主となる。吉保の正室である曽雌定子（そしさだこ、真光院）は旗本・曽雌盛定の娘で、曽雌家は武川衆の末裔とされる。
ほか、江戸時代の武川衆の子孫では米倉氏が皆川藩や六浦藩の藩主として諸侯に列する。

## 研究史
戦後の実証的武田氏研究においては地域武士団の研究も行われ、村上直や服部治則、佐藤八郎らは武川衆の形成過程や天正壬午の乱における活動などを追跡した。また、秋山敬は系譜と所領形成過程から在地掌握の過程を検討している。

## 主な武川衆

### 家康安堵状中
- 青木尾張守時信
- 柳沢兵庫丞信俊
- 折井市左衛門尉次昌（折井次入の子）
- 折井長次郎次正
- 米倉六郎右衛門信継（米倉種継）
- 米倉左大夫豊継（種継の弟）
- 米倉加左衛門定継
- 曲淵彦正正吉(曲淵吉景の子)
- 小沢善大夫
- 横手源七郎(柳沢信俊の子)
- 青木弥七信安
- 折井九郎次郎次忠(折井次昌の子)

### 武川次衆
- 曽雌藤助
- 米蔵加左衛門尉
- 入戸野又兵衛
- 秋山但馬守
- 秋山内匠助
- 戸島藤七郎
- 小沢善大夫
- 小澤甚五兵衛
- 小澤縫右衛門尉
- 小尾与左衛門尉
- 金丸善右衛門
- 金丸新三
- 伊藤信吾 (武川州)
- 海瀬覚兵衛
- 樋口左太夫
- 若尾杢左衛門尉
- 山本内蔵助
- 石原善九郎
- 名取刑部右衛門尉
- 志村惣兵衛
- 塩屋作右衛門尉
- 山主民部丞
- 青木勘次郎

(徳川家康 甲斐武川次衆定置注文 天正10年12月11日)
- 同時期の起請文提出者(重複アリ)

下条頼安、小尾監物、折井市左衛門、曲淵勝左衛門尉吉景、曲淵勝左衛門尉、小池筑前守、青木尾張守信時、柳沢信俊、名執清三、折井市左衛門、小池筑前守、青木尾張守、名執清三、折井市左衛門、米倉主計助、折井市左衛門尉次昌、折井市左衛門尉次昌　、小沢善大夫、米倉六郎右衛門信継、米蔵彦大夫、米倉加左衛門定継、横手源七郎、青木尾張守信時、柳沢兵部丞（信俊）、曲淵彦助正吉、蔦木越前守盛之
米倉左大夫　
米蔵加左衛門